# Attila Filkor
Attila Filkor (* 12. Juli 1988 in Budapest) ist ein ungarischer ehemaliger Fußballspieler. Er spielte meistens als offensiver Mittelfeldspieler.

## Karriere

### Im Verein
Filkor stammt aus der Jugendabteilung von MTK Hungária FC, von wo er 2006 zum maltesischen Fußballverein Pietà Hotspurs wechselte.
In der Saison 2006/07 wechselte Filkor zum italienischen Erstligisten Inter Mailand. Sein Debüt bei Inter Mailand gab Filkor in der Coppa Italia gegen den FC Messina. Von Januar bis Juni 2008 spielte er auf Leihbasis beim italienischen Zweitligisten US Grosseto. Im Juli 2008 wurde er an den US Sassuolo Calcio – ebenfalls in der Serie B – ausgeliehen. Es folgte ein weiteres Engagement als Leihspieler bei Gallipoli Calcio. Im Juli 2010 wechselte Filkor zusammen mit zwei weiteren Spielern der Jugendakademie zum Stadtrivalen AC Mailand und unterschrieb dort einen Kontrakt. Anschließend wurde er als Leihspieler zur US Triestina geschickt. Für die Saison 2011/2012 wechselte er leihweise zum AS Livorno. Die Saison verbringt Filkor, erneut auf Leihbasis, bei der AS Bari.

### In der Nationalmannschaft
Im Jahr 2007 wurde er erstmals für die ungarische Fußballnationalmannschaft nominiert. Sein Debüt gab er am 7. Februar 2007 im Spiel gegen die lettische Nationalelf. Nach weiteren fünf Einsätzen im gleichen Jahr wurde er im weiteren Karriereverlauf nicht mehr für das Nationalteam aufgeboten.
Er war außerdem Kapitän der ungarischen U-19-Nationalmannschaft.